# Bubovický potok

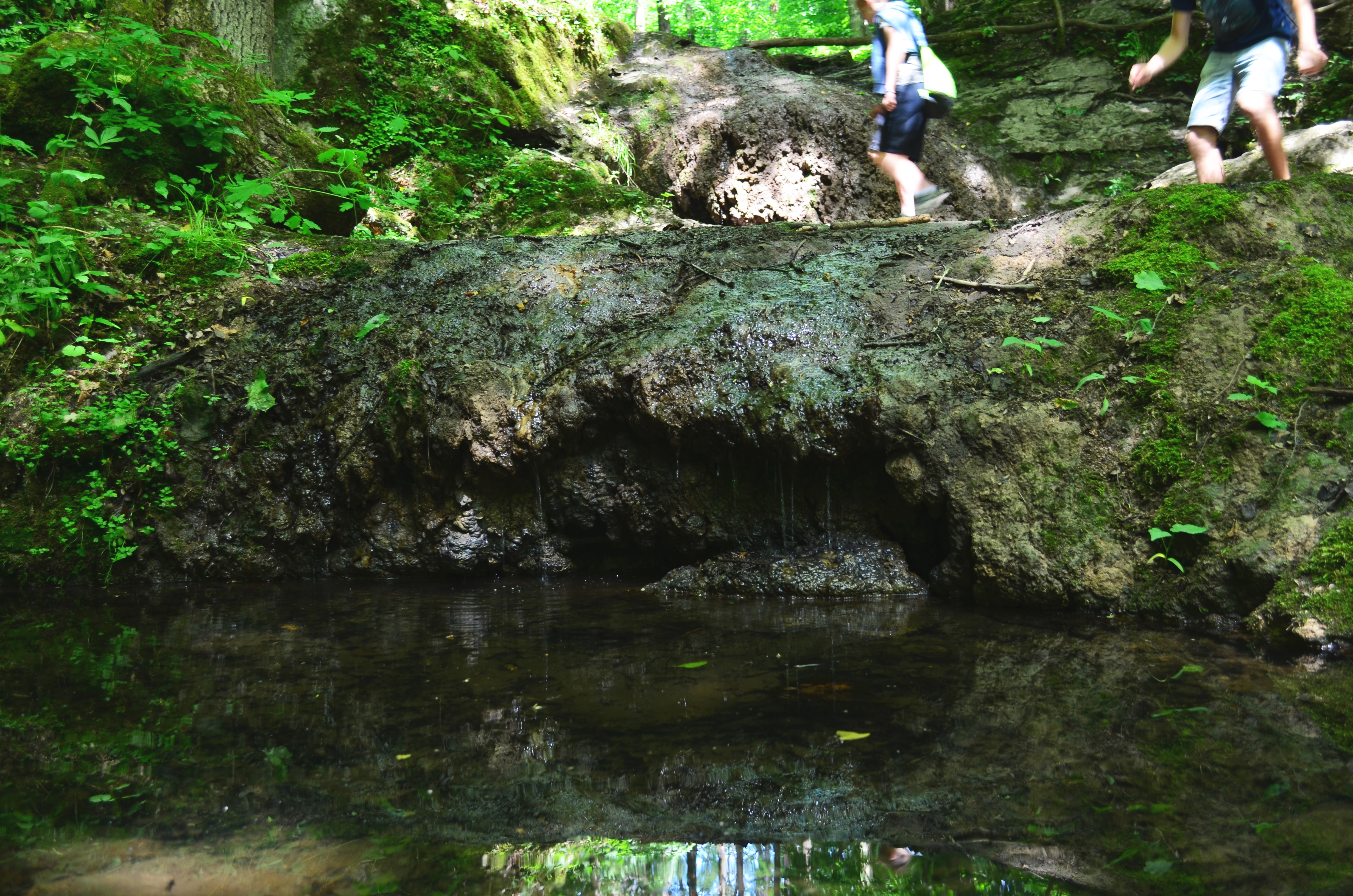
Vodopád v letním období

Bubovický potok (nazývaný též Břesnice, Březnice nebo Srbský potok) je vodní tok v Českém krasu, který je ve většině délky v sušších obdobích roku vyschlý.

## Průběh toku

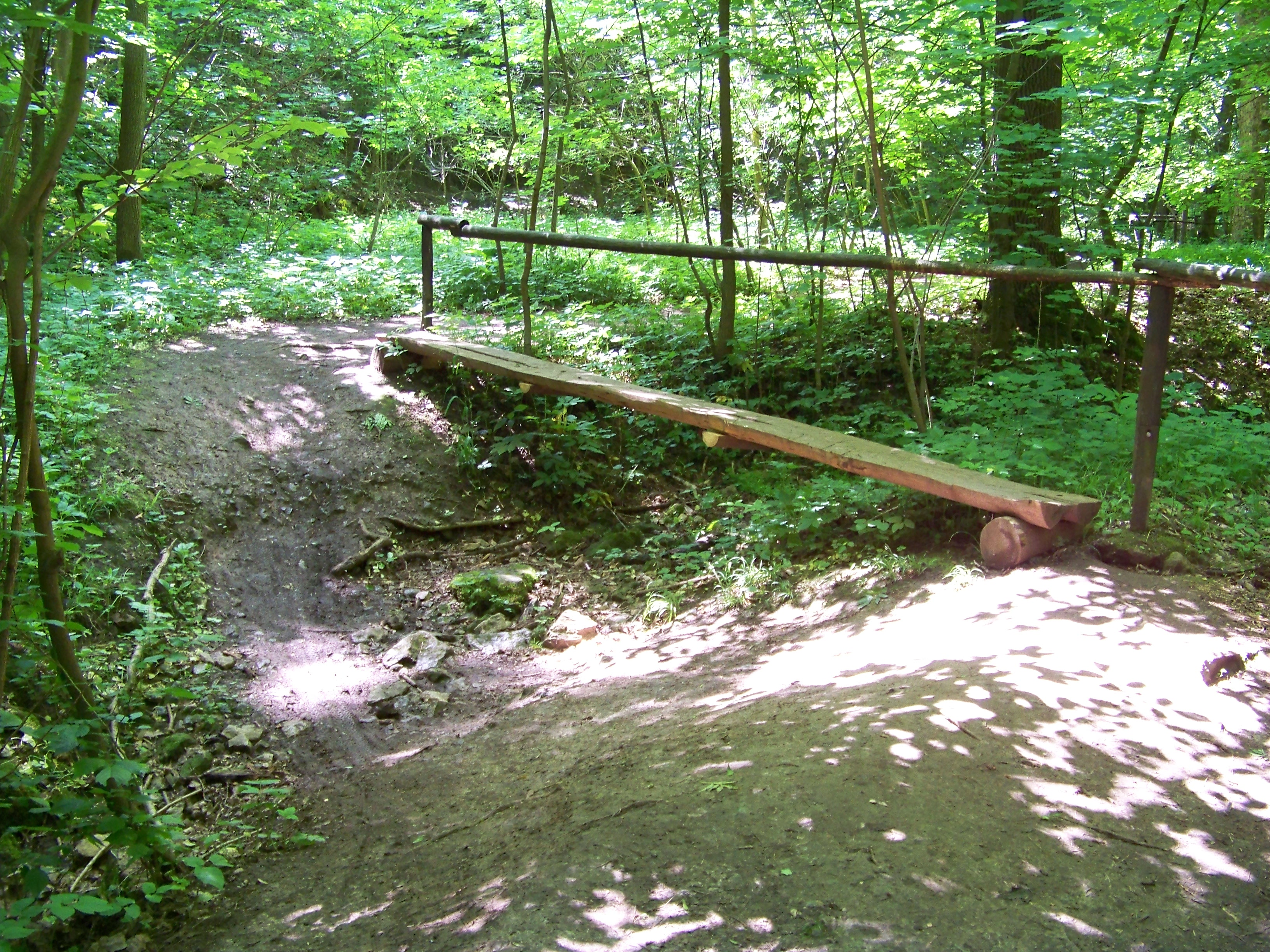
Pravidelně vysychající úsek mezi vodopády a Kubrychtovou boudou

Začíná spojením tří zdrojnic ve vesnici Bubovice. Prochází mezi Doutnáčem a Mokrým vrchem, přes Bubovické vodopády, kolem Kubrychtovy boudy a do Srbska, v němž se vlévá zleva do Berounky. Většina délky toku ve střední části spadá do národní přírodní rezervace Karlštejn.

## Turistika
Vodopády na Bubovickém potoku jsou ve svém okolí jedinečným geologickým jevem a kvůli pozici v turisticky lukrativním Českém krasu jsou i přes svoji malou velikost navštěvovány. Největším problémem, na který musí každý případný návštěvník před cestou myslet je to, že kvůli malému průtoku vody v Bubovickém potoku vodopády pravidelně přicházejí o většinu své vody a v nejteplejších částech roku úplně vysychají. K vodopádům lze sejít z nedaleké silnice po cestě vedoucí přes několik dřevěných lávek, které spojují oba břehy potoka.

## Vodní režim
V běžných letech teče potok pouze v krátkém úseku přes Bubovice, minimální průtok v profilu nad rybníkem pod obcí Bubovice je kolem 0,3 l/s. Pod Bubovicemi tok v létě zpravidla mizí ve dnu suťového údolí mezi Doutnáčem a Velkou hůrou. Vynořuje se před Bubovickými vodopády a těsně za nimi opět mizí. Na stupních vodopádů se usazuje pěnovec. V jarních měsících teče potok po povrchu, do Srbska dotéká i za velmi vlhkých zim. Povodňové maximum je v řádech desítek litrů za sekundu, při přívalových srážkách 1. a 2. června 1995 dosahoval průtok stovek litrů za sekundu.
Přes Bubovické vodopády vede červená turistická značená trasa 0001. Od Kubrychtovy boudy do Srbska vede údolím potoka žlutě značená trasa 6043. Souběžně s nimi je vedena i naučná stezka SPR Karlštejn.